# Magnolia ×multiflora
Espèce
Parent  A  de l'hybridation 
  Magnolia biondii 
×

Parent  B  de l'hybridation 
  Magnolia sprengeri 
Magnolia ×multiflora est une espèce hybride de plantes à fleurs de la famille des Magnoliaceae. C'est un arbre trouvé en Chine.